# Nissan Primera
Nissan Primera er en stor mellemklassebil fra Nissan, som blev produceret fra 1990 til 2007 i tre generationer, P10, P11 og P12.
Den blev introduceret i efteråret 1990 som efterfølger for Nissan Bluebird og findes i alle tre generationer som 4-dørs sedan og 5-dørs combi coupé. Den eneste undtagelse er stationcarmodellen (af Nissan benævnt Traveller), som ikke findes i P11 før faceliftet i 1997. Derudover afviger modelkoden for stationcarmodellen fra de andre modeller, da den indeholder "W" (for Wagon). Primera blev bygget på Nissans fabrik i Sunderland i Storbritannien, kun stationcarmodellen af P10 blev bygget i Japan.
I foråret 2006 blev udstyrsniveauet i Primera reduceret, inden produktionen blev indstillet i foråret 2007.
I USA blev P10 og P11 solgt under navnet af Nissans luksusmærke Infiniti med modelnavnet G20.

## De enkelte generationer
- Nissan Primera P10
(1990–1997)
- Nissan Primera P11
(1996–2001)
- Nissan Primera P12
(2001–2007)